# Jakob Teitel
Jakob Teitel (Yaakov Teitel; * 1972 in Florida, USA) ist ein israelischer IT-Techniker US-amerikanischer Herkunft. Er wurde als religiös-fundamentalischer Rechtsterrorist aktiv. Aus einer diffusen Motivlage heraus, geprägt von Hass auf Araber, Linke, Homosexuelle, die Polizei und missionarische Christen in Israel verübte er eine Reihe von terroristischen Anschlägen und verletzte und ermordete mehrere Menschen. Von der israelischen Justiz wurde er dafür am 9. April 2013 zu zweimal lebenslanger Haft und weiteren 30 Jahren im Gefängnis verurteilt.

## Leben
Teitel wurde als Sohn des US-Militärzahnarztes Mordehai (Mark) und der medizinischen Angestellten Devorah (Dianne) Teitel, ultra-orthodoxer Juden in Florida geboren. In den 1980er-Jahren zog die Familie nach Norfolk, Virginia um; später erwarb Teitel einen Bachelor-Grad in Psychologie. In den 1990er-Jahren reiste er regelmäßig nach Israel und solidarisierte sich mit der israelischen Siedlerbewegung im Westjordanland.
Im August 1997 wurde er wegen des Verdachts verhaftet, er habe den palästinensischen Hirten Isa Machmara in der Nähe der Siedlung Karmel im Westjordanland erschossen. Mangels Beweisen wurde er wieder frei gelassen und kehrte in die USA zurück. Sechs Jahre nach dem Mord wurde der Fall Machmara zunächst geschlossen, ohne dass die Polizei den Mörder gefunden hatte. Teitel wurde später auch für den ebenfalls 1997 verübten Mord an einem palästinensischen Taxifahrer in Ost-Jerusalem verantwortlich gemacht.
In den USA besuchte Teitel Computerkurse und wurde auch im IT-Bereich beruflich tätig.
1999 ging er wieder nach Israel und ließ sich in der Siedlung Schwut Rachel im Norden des Westjordanlandes nieder. Seine offizielle Einwanderung wurde im Dezember 2000 vollzogen. Ein Jahr später kam seine Familie nach: Seine Eltern und seine jüngere Schwester wanderten ebenfalls in Israel ein und ließen sich in der ultra-orthodoxen Siedlung Betar Illit nieder.
2002 lernte er Rivka Pepperman, eine Tanzlehrerin aus Manchester, kennen und heiratete sie im Jahr 2003. Der Ehe entstammen vier Kinder. In Schwut Rachel wurden er und seine Familie als Außenseiter betrachtet; er selbst wirkte introvertiert, lernte kaum Hebräisch, die Familie und er selbst verließen nur selten die Wohnung. Die örtliche Synagoge besuchte er nicht regelmäßig.
2006 soll Teitel aus Protest gegen den Polizeischutz für eine Parade von Homosexuellen eine Bombe an einer israelischen Polizeistation befestigt haben. Ein Jahr später deponierte Teitel eine selbstgebaute Bombe nahe dem Eingang einer christlichen Kirche in Bet Schemesch und verletzte damit einen vorbeikommenden palästinensischen Mann auf seinem Traktor.
Am 25. September 2008 wurde auf den Politologen und Peace-Now-Mitbegründer Zeev Sternhell ein Sprengstoffattentat verübt. Er hinterließ zusammen mit der Rohrbombe am Hauseingang des linken Intellektuellen Sternhell einen Zettel, auf dem für die Ermordung von Friedensaktivisten ein Kopfgeld von 200.000 Schekel (rund 36.000 Euro) ausgesetzt wurde. Sternell wurde beim Öffnen der Tür durch den Sprengsatz an den Beinen verletzt. Laut Teitel ist der Staat Israel u. a. schuld an der „Befreiung Hunderter Palästinenser“, Israel hätte deren Rückkehr ermöglicht und gefördert, damit sie „unseren Kindern Leid zufügen“, und hätte ihnen „künstliche Befruchtung eröffnet“, die ursächlich dafür sei, dass „25.000 jüdische Babys jedes Jahr ermordet würden“.
Anfang 2009 explodierte eine in einem Korb versteckte Bombe in den Händen eines 15-jährigen messianisch-jüdischen Jungen, der in der benachbarten Siedlung Ariel lebt und bis heute mit den Folgen des Attentats zu kämpfen hat. In Verhören mit den Untersuchungsbeamten erklärte Teitel später: „Ich würde es wieder tun.“ Anfang August 2009 drang im Stadtzentrum von Tel Aviv ein schwarz gekleideter und maskierter Attentäter in ein Jugendzentrum für Schwule und Lesben ein, schoss wild um sich und tötete dabei die 16-jährige Liz Trubeshi aus Holon und den 26-jährigen Nir Katz aus Givatayim; zehn weitere Menschen wurden dabei teilweise schwer verletzt. Teitel war am Anschlag beteiligt, wohl aber nicht die Person, die die Schüsse abgab. Er behauptete später, der Täter gewesen zu sein, jedoch sprechen viele Indizien dagegen.

## Verhaftung und Prozess
Teitel wurde am 7. Oktober 2009 in Jerusalem verhaftet. Im November 2009 wurde ein Verfahren gegen ihn wegen zahlreicher Straftaten eröffnet. Die Verteidigung wurde von Honenu finanziert, einer Organisation, die Angeklagte unterstützt, denen Straftaten gegen Araber oder den israelischen Staat vorgeworfen werden. Der Honenu-Gründer Schmuel Meidad sagte dazu, Teitel sei krank, aber nicht so krank wie der Staat.
Teitel wurde am 16. Januar 2013 vom Bezirksgericht Jerusalem des zweifachen Mordes und einer Reihe weiterer Verbrechen für schuldig befunden. Am 9. April 2013 setzte das Amtsgericht Jerusalem das Strafmaß auf zweimal lebenslange Haft und weitere 30 Jahren im Gefängnis fest.